# 戴树珊
戴树珊（1928年11月—2021年9月1日），男，汉族，江苏扬中人，中国物理化学家，早年师从理论化学泰斗唐敖庆先生，共同奠基中国量子化学。
戴树珊先生1956年到云南大学任教，曾任云南大学教授、化学系主任、博士生导师，云南省人大代表、中国化学会理事、云南省化学化工学会副理事长、云南大学理科学术委员会主任等。任教期间，戴先生为社会培养了大批优秀人才，为云南大学化学学科做出了杰出贡献。
戴树珊先生是国内外知名的理论化学家和资深教授，与唐敖庆先生等共同建立了一套从连续群到点群的不可约张量方法，创造性地发展和完善了配位场理论，在含重原子体系的量子化学及微波化学领域取得过系列高水平的研究成果。戴树珊先生曾荣获国家自然科学一等奖、云南省科技成果二等奖等，编著的《分子轨道图形理论》、《Graph Theoretical Molecular Orbitals》、《化学应用统计力学》、《微波化学》等专著影响深远。
2021年9月1日10时51分因病医治无效在昆明逝世，享年93岁。